# Departamento de Orán
Departamento de Orán är en kommun i Argentina.   Den ligger i provinsen Salta, i den norra delen av landet, 1 400 km norr om huvudstaden Buenos Aires.
I omgivningarna runt Departamento de Orán växer i huvudsak lövfällande lövskog. Runt Departamento de Orán är det glesbefolkat, med 11 invånare per kvadratkilometer.